# Rue Germaine-de-Staël
La rue Germaine de Staël est une rue du 15e arrondissement de Paris.

## Situation et accès
La rue Germaine de Staël est une voie publique du 15e arrondissement de Paris. Elle commence 11, rue Lecourbe et se termine 172, rue de Vaugirard.
Elle est accessible par les stations de métro Pasteur (lignes 6 et 12) et Sèvres-Lecourbe (ligne 6).

## Origine du nom
Elle porte le nom de Anne-Louise Germaine Necker, baronne de Staël-Holstein, connue sous le nom de Germaine de Staël (1766-1817), une romancière et essayiste française.

## Historique

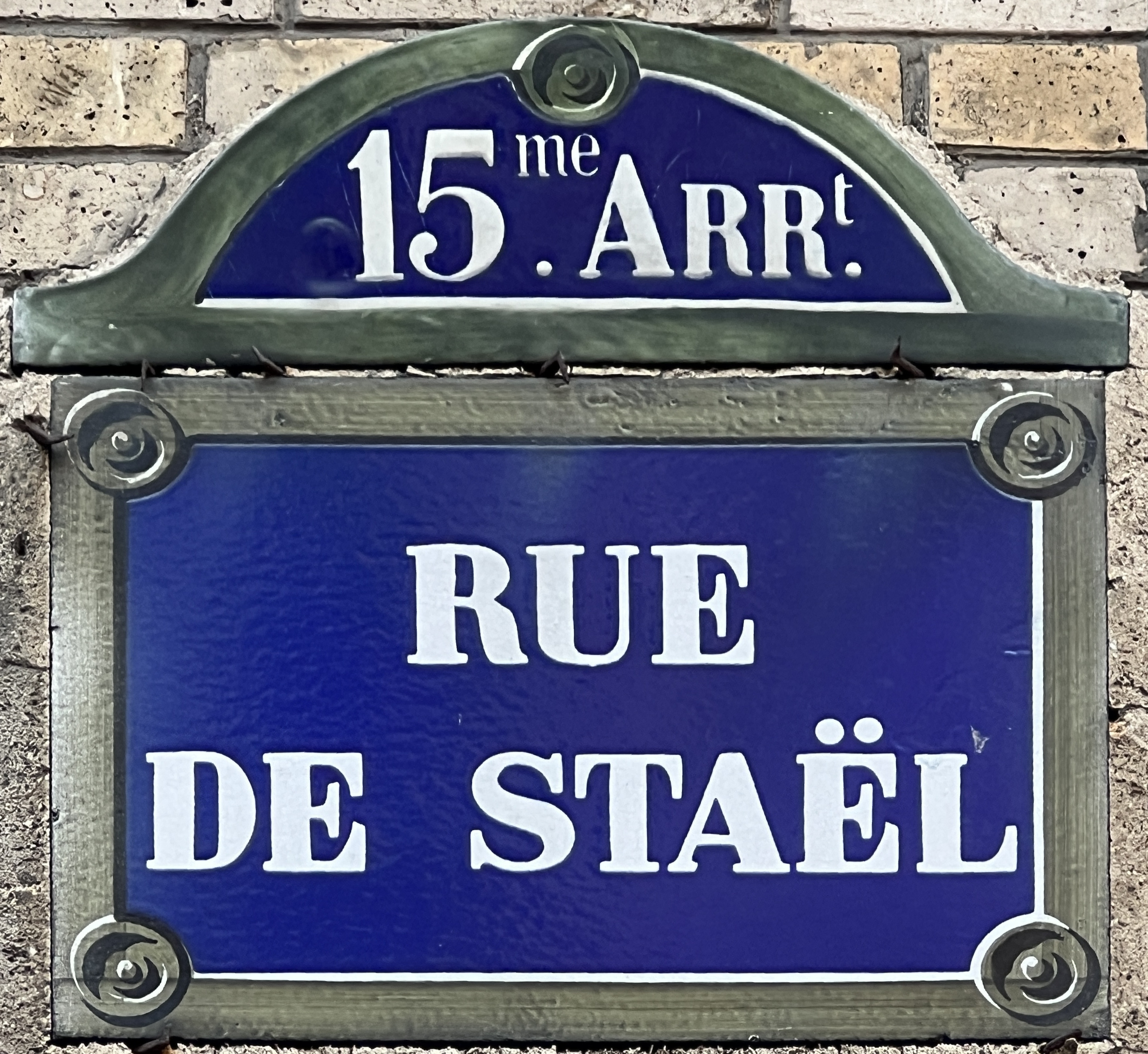
Ancienne plaque.

En 1885, la « rue de Staël » est créée en raison de la construction du lycée pour garçons de la rive gauche (rebaptisé lycée Buffon), conçu par l'architecte Vaudremer sur le terrain de l'ancien cimetière de Vaugirard, également appelé cimetière de Saint-Sulpice. Elle n'a à l'origine pour seul but que d'éloigner le vis-à-vis d'immeubles voisins, afin de préserver la tranquillité de l'établissement.
Par délibération du Conseil de Paris en date du 29 octobre 2019, elle devient rue Germaine-de-Staël, dans le cadre de la mise en valeur des voies parisiennes portant un nom de femme,,.

## Bâtiments remarquables et lieux de mémoire
- Au no 1 se trouve l'ambassade d'Érythrée en France.
- Le collège de Staël se situe au no 14 de cette rue, côté ouest, en face de l'un des porches monumentaux du lycée Buffon.
L'École supérieure d'électricité occupait le no 12 de la rue de Staël de 1895 à 1927, dans un bâtiment aujourd'hui disparu. Le collège occupe également depuis le site.